# Bustiello (Cudillero)
Bustiello (en asturiano: Bustiellu) es una casería española de la parroquia de Piñera, perteneciente al municipio de Cudillero, en la comunidad autónoma de Asturias.

## Toponimia
El lugar puede encontrarse referido como Bustiello y Bustiellu.

## Historia
Hacia mediados del siglo XIX, Bustiello era referido como un lugar ya por entonces perteneciente a la parroquia de Piñera, en el municipio de Cudillero. Aparece descrito en el cuarto volumen del Diccionario geográfico-estadístico-histórico de España y sus posesiones de Ultramar de Pascual Madoz con las siguientes palabras:

BUSTIELLO: l. en la prov. de Ovieod, ayunt. de Cudillero y felig. de Sta. Maria de Piñera. (V.)
(Madoz, 1846, p. 679)

En 2023, la entidad singular de población de Bustiello tenía empadronados 9 habitantes, todos ellos en el núcleo de población de ese nombre.